# Sarah Wayne Callies
Sarah Anne Wayne Callies (La Grange, 1º giugno 1977) è un'attrice statunitense.
Nota per i suoi ruoli da co-protagonista in serie televisive di grande successo, come la dottoressa Sara Tancredi in Prison Break, Lori Grimes in The Walking Dead e Katie Bowman in Colony.

## Biografia

### L'istruzione
Nata a La Grange, nell'Illinois, all'età di un anno si trasferisce con la sua famiglia ad Honolulu nelle Hawaii. Già durante l'infanzia esprime un grande interesse nella recitazione partecipando alle numerose recite scolastiche della sua scuola, la Punahou School.
Nonostante i suoi genitori siano entrambi professori alla University of Hawaii a Manoa, Sarah non ha seguito le loro orme, scegliendo di intraprendere la carriera di attrice. Dopo essersi diplomata si iscrisse al Dartmouth College ad Hanover nel New Hampshire. Nonostante i suoi impegni scolastici continuò a recitare in teatro. Continuò la sua educazione al Denver's National Theater Conservatory dove nel 2002 ottenne il suo M.F.A.

## Carriera

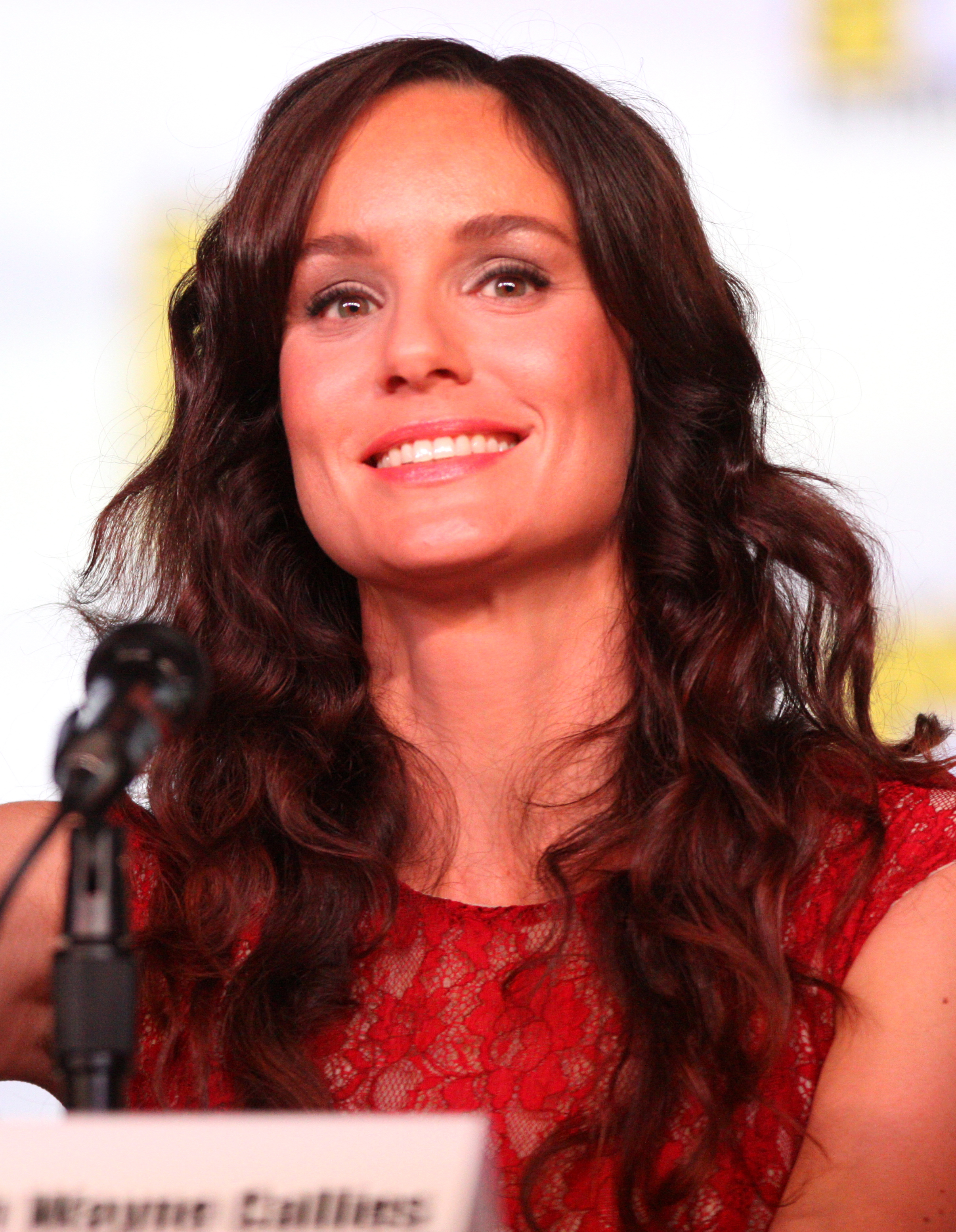
Sarah Wayne Callies al San Diego Comic-Con International nel 2012

Sarah Wayne Callies esordì in televisione nel 2003 in Queens Supreme, uno show della CBS, in cui recitava la parte di Kate O'Malley. Il suo primo ruolo da protagonista fu però quello della detective Jane Porter nella serie televisiva di otto episodi Tarzan della Warner Bros.

Dopo esser apparsa numerose volte come ospite in Law & Order, Dragnet e Numb3rs, Sarah ottenne il ruolo della dottoressa Sara Tancredi nella serie televisiva della Fox Prison Break. Questo personaggio, secondo le intenzioni originarie dei creatori, avrebbe dovuto far parte del cast solo fino alla fine della prima stagione, morendo nell'ultimo episodio per suicidio, se non che l'apprezzamento dei fan per la sua storia con il personaggio principale della serie ha convinto i creatori a salvarlo. La sua cancellazione è avvenuta piuttosto nella terza stagione, in quanto l'attrice era incinta e mostrava segni evidenti di gravidanza, per cui, nonostante sia il produttore esecutivo di Prison Break Matt Olmstead sia gli sceneggiatori che la rete e l'attrice stessa non volessero, il personaggio è stato ucciso. Fu lei stessa nell'autunno 2007 a confermare la notizia tramite un portavoce:
(Sarah Wayne Callies)

Nonostante questo, nel marzo 2008 Olmstead dichiarò che Sara Tancredi sarebbe tornata nella quarta stagione, e la prova della sua morte è stata mostrata in un modo che ha permesso agli sceneggiatori di trovare una soluzione per rendere possibile il suo ritorno. Infatti il produttore esecutivo affermò:
(Matt Olmstead)
La decisione di reinserire Sara Tancredi nella serie è stata influenzata molto anche dai fan, che hanno espresso molte lamentele nei confronti della morte del personaggio, che sarà presente fino alla conclusione della serie.
Nel 2010 entra a far parte del cast principale della serie televisiva The Walking Dead in cui recita nel ruolo di Lori Grimes, moglie di Rick Grimes interpretato da Andrew Lincoln. L'attrice abbandona il ruolo nel 2013.
Dal 2016 interpreta la parte di Katie Bowman nella serie di fantapolitica Colony dove è affiancata da Josh Holloway.
L'attrice è stata protagonista anche in diversi film, tra cui: La profezia di Celestino, Il respiro del diavolo, Faces in the Crowd - Frammenti di un omicidio e Into the Storm.

## Vita privata
Il 21 giugno 2002, Sarah si fidanza con Josh Winterhalt che conobbe al Dartmouth College. Winterhalt è un insegnante di arti marziali. È stata votata come una delle "Hottest Women of Fall TV ´08".

## Filmografia

### Cinema
- La profezia di Celestino (The Celestine Prophecy), regia di Armand Mastroianni (2006)
- Il respiro del diavolo (Whisper), regia di Stewart Hendler (2007)
- Bittersweet, regia di Greg Levins (2008)
- Lullaby for Pi, regia di Benoît Philippon (2010)
- Black Gold: Struggle for the Niger Delta, regia di Jeta Amata (2011)
- Faces in the Crowd - Frammenti di un omicidio (Faces In The Crowd), regia di Julien Magnat (2011)
- Foreverland, regia di Max McGuire (2011)
- Black November, regia di Jeta Amata (2012)
- Into the Storm, regia di Steven Quale (2014)
- The Other Side of the Door, regia di Johannes Roberts (2016)
- Pay the Ghost - Il male cammina tra noi (Pay The Ghost), regia di Uli Edel (2016)
- This Is Your Death, regia di Giancarlo Esposito (2017)

### Televisione
- Queens Supreme – serie TV, 5 episodi (2003-2007)
- Law & Order - Unità vittime speciali (Law & Order: Special Victims Unit) – serie TV, episodio 4x17 (2003)
- Dragnet – serie TV, episodio 1x06 (2003)
- Tarzan – serie TV, 8 episodi (2003)
- The Secret Service, regia di Clark Johnson – film TV (2004)
- Numb3rs – serie TV, episodio 1x07 (2005)
- Prison Break – serie TV, 74 episodi (2005-2009, 2017) – Sara Tancredi
- Prison Break: The Final Break, regia di Kevin Hooks e Brad Turner – film TV (2009)
- Dr. House - Medical Division (House M.D.) – serie TV, episodio 6x19 (2010)
- Tangled, regia di Bronwen Hughes – film TV (2010)
- The Walking Dead – serie TV, 28 episodi (2010-2013, 2018)
- Colony – serie TV, 36 episodi (2016-2018)
- The Long Road Home – miniserie TV, 6 puntate (2017)
- Robot Chicken – serie animata, episodio 9x00 (2017) – voce
- Letterkenny – serie TV, episodio 6x04-8x06 (2018-2019)
- Unspeakable – miniserie TV, 8 puntate (2019)
- Council of Dads – serie TV, 10 episodi (2020)

## Doppiatrici italiane
Nelle versioni in italiano delle opere in cui ha recitato, Sarah Wayne Callies è stata doppiata da:
- Chiara Colizzi in Prison Break, Il respiro del diavolo, Prison Break: The Final Break, The Walking Dead, Colony, The Long Road Home, Council of Dads
- Claudia Catani in Numb3rs, Pay the Ghost - Il male cammina tra noi
- Alessandra Korompay in Tarzan
- Paola Della Pasqua ne La profezia di Celestino
- Emanuela Baroni in Dr. House - Medical Division
- Ludovica Marineo in Faces in the Crowd - Frammenti di un omicidio
- Federica De Bortoli in Into the Storm
- Barbara De Bortoli in The Other Side of the Door